# 大貫美奈子
大貫 美奈子（おおぬき みなこ、1972年10月15日 - ）は、日本の元女子バレーボール選手。

## 来歴
東京都葛飾区出身。小学校3年生よりバレーを始める。共栄学園高校2年生時に春高バレー出場。1989年世界ユース選手権では日本選手としてただ一人の個人賞（レシーブ賞）を獲得する。
1991年、NECレッドロケッツに入団。第1回Vリーグから出場しており、第10回Vリーグ（2003-04年）終了時点で連続出場セット数が700を超え、特別賞を受賞。1998年の世界選手権において正セッターとして出場した。1999年のワールドカップでは控えに回ったが、ライト兼リリーフサーバーで活躍する試合もあり、全日本の切り札となった。2001年のグラチャンにはライトの控えながら、要所で起用され、最終戦のアメリカ戦は自身のサービスエースで試合を決着させ、日本を銅メダルに導いた。第6回Vリーグの全勝優勝をはじめ、第9回、第11回大会で優勝を経験するなどNECの中心選手としても長年活躍した。2007年4月、Vリーグ出場試合が武富士バンブーの足立留美と共に女子選手歴代1位の275試合（当時）となり、リーグ40回大会を記念し創設された『Vリーグ特別表彰制度』で長期活躍選手として特別表彰された。
2008年2月2日、東レアローズ戦において、Vリーグ初の通算1000セット出場を達成した。記録に表れている通りのタフさから鉄人の異名を持っていた。
2008年5月、現役引退。

## 所属チーム
- 東金町ビーバーズ
- 金町中学校
- 共栄学園高等学校
- NECレッドロケッツ（1991-2008年）

## 球歴
- 全日本代表 - 1992-1994年、1997-2002年
- 全日本代表としての主な国際大会出場歴
  - 世界選手権 - 1998年、2002年
  - ワールドカップ - 1999年

## 受賞歴
- 1991年 - 第40回黒鷲旗全日本選手権 若鷲賞
- 1992年 - 第25回日本リーグ サーブ賞
- 1993年 - 第26回日本リーグ サーブ賞
- 2001年 - 第50回黒鷲旗全日本選手権 ベスト6
- 2002年 - 第8回Vリーグ サーブ賞
- 2003年 - 第9回Vリーグ ベスト6
- 2004年 - 第10回Vリーグ 特別賞
- 2005年 - 第11回Vリーグ ベスト6
- 2007年 - プレミアリーグ Vリーグ栄誉賞